# Tylotiella
Tylotiella é um gênero de gastrópodes pertencente a família Drilliidae.
Este gênero tornou-se sinônimo de Clavus Montfort, 1810.

## Espécies
- Tylotiella decaryi (Dautzenberg, 1932)
- Tylotiella androyensis Bozzetti, 2007:[3] sinônimo de Clavus androyensis (Bozzetti, 2007)
- Tylotiella basipunctata Kilburn, 1988:[4] sinônimo de Clavus basipunctatus (Kilburn, 1988)
- Tylotiella biancae Bozzetti, 2008:[5] sinônimo de Clavus biancae (Bozzetti, 2008)
- Tylotiella burnupi (Sowerby III, 1897):[6] sinônimo de Clavus burnupi (G. B. Sowerby III, 1897)
- Tylotiella falcicosta (Barnard, 1958):[7] sinônimo de Clavus falcicosta (Barnard, 1958)
- Tylotiella herberti Kilburn, 1988:[8] sinônimo de Clavus herberti (Kilburn, 1988)
- Tylotiella heryi Bozzetti, 2007:[9] sinônimo de Clavus heryi (Bozzetti, 2007)
- Tylotiella hottentota (Smith E. A., 1882):[10] sinônimo de Clavus hottentotus (E. A. Smith, 1882)
- Tylotiella humilis (Smith E. A., 1879):[11] sinônimo de Clavus humilis (E. A. Smith, 1879)
- Tylotiella isibopho Kilburn, 1988:[12] sinônimo de Clavus isibopho (Kilburn, 1988)
- Tylotiella japonica (Lischke, 1869):[13] sinônimo de Clavus japonicus (Lischke, 1869)
- Tylotiella malva Morassi, 1998:[14] sinônimo de Clavus malva (Morassi, 1998)
- Tylotiella mediocris (Deshayes, 1863):[15] sinônimo de Pleurotoma mediocris Deshayes, 1863 (nomen dubium)
- Tylotiella obliquata (Reeve, 1845):[16] sinônimo de Clavus obliquatus (Reeve, 1845)
- Tylotiella papilio Kilburn, 1988:[17] sinônimo de Clavus papilio (Kilburn, 1988)
- Tylotiella pica (Reeve, 1843): sinônimo de Clavus pica (Reeve, 1843)
- Tylotiella quadrata Kilburn, 1988:[18] sinônimo de Clavus quadratus (Kilburn, 1988)
- Tylotiella rissoiniformis (Kay, 1979): sinônimo de Clavus rissoiniformis Kay, 1979
- Tylotiella roseofusca Bozzetti, 2007:[19] sinônimo de Clavus roseofuscus (Bozzetti, 2007)
- Tylotiella subobliquata (Smith E. A., 1879):[20] sinônimo de Clavus subobliquatus (E. A. Smith, 1879)
- Tylotiella sulekile Kilburn, 1988:[21] sinônimo de Clavus sulekile (Kilburn, 1988)